# Krzysztof Guła
Krzysztof Guła (1948) è un ex cestista polacco.

## Carriera
Con la Polonia ha disputato i Campionati europei del 1969.